# Ternate
Ternate ist eine indonesische Insel der Molukken in der Provinz Nordmolukken (Maluku Utara).

## Geographie
Gemeinsam mit weiteren vulkanischen Inseln liegt sie vor der Westküste der Insel Halmahera und erstreckt sich von etwa 0° 45' bis 0° 52' nördlicher Breite bzw. von 127° 17' bis 127° 23' östlicher Länge. Die Insel misst von West nach Ost etwa 11 Kilometer, von Nord nach Süd etwa 13 Kilometer; ihre Fläche beträgt 112,3 km².
Ternate besteht aus dem obersten Bereich des vom Meeresboden insgesamt rund 4300 Meter aufsteigenden Vulkans Gamalama, der sich als aktiver Stratovulkan 1715 m aus dem Meer erhebt und zuletzt im Oktober 2018 ausbrach. Die basaltischen und andesitischen Eruptivgesteine dieses Vulkans sind an den Küsten zu fruchtbaren Böden verwittert. Bis auf eine größere Lücke vor der Nordwestküste und zwei Lücken vor der Nordost- und Südküste ist Ternate ringsum von Korallenriffen umgeben.

## Einwohner
Die Insel hatte 2010 rund 176.000 Einwohner. Etwa 161.300 Menschen wohnen in der Hauptstadt Ternate, die im Südosten der Insel liegt, und in ihren Außenbezirken, die sich über zehn Kilometer vom Flughafen Babullah im Norden bis zum Ort Bastiong an der Südküste erstrecken.
Die auf Ternate gesprochene Sprache ist eng mit denen auf Tidore und Nordost-Halmahera verwandt und gehört zu den Papuasprachen. Sie diente im Einflussbereich des ehemaligen Sultanats als lingua franca. Im Bereich der Hauptstadt ist dagegen Malay Ternate, ein eigener Dialekt des Malaiischen, allgemein verbreitet.

## Geschichte

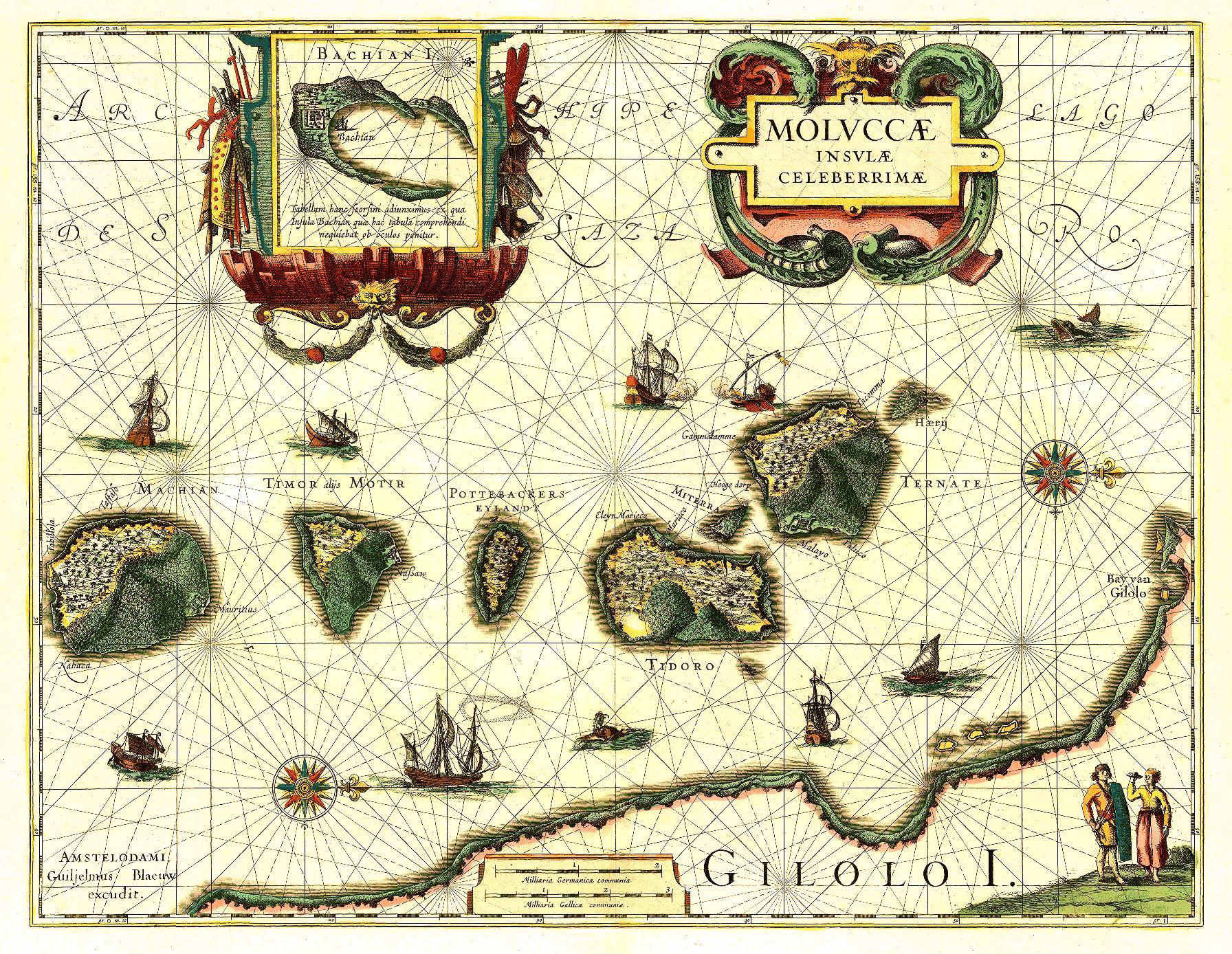
Holländische Karte der Molukken von Wilhelm Blaeu (ca. 1638).
Die Nordausrichtung ist um 90° waagerecht nach rechts gedreht. Am unteren Rand der Karte ist mit „Gilolo I.“ die Westküste der Insel Halmahera dargestellt.

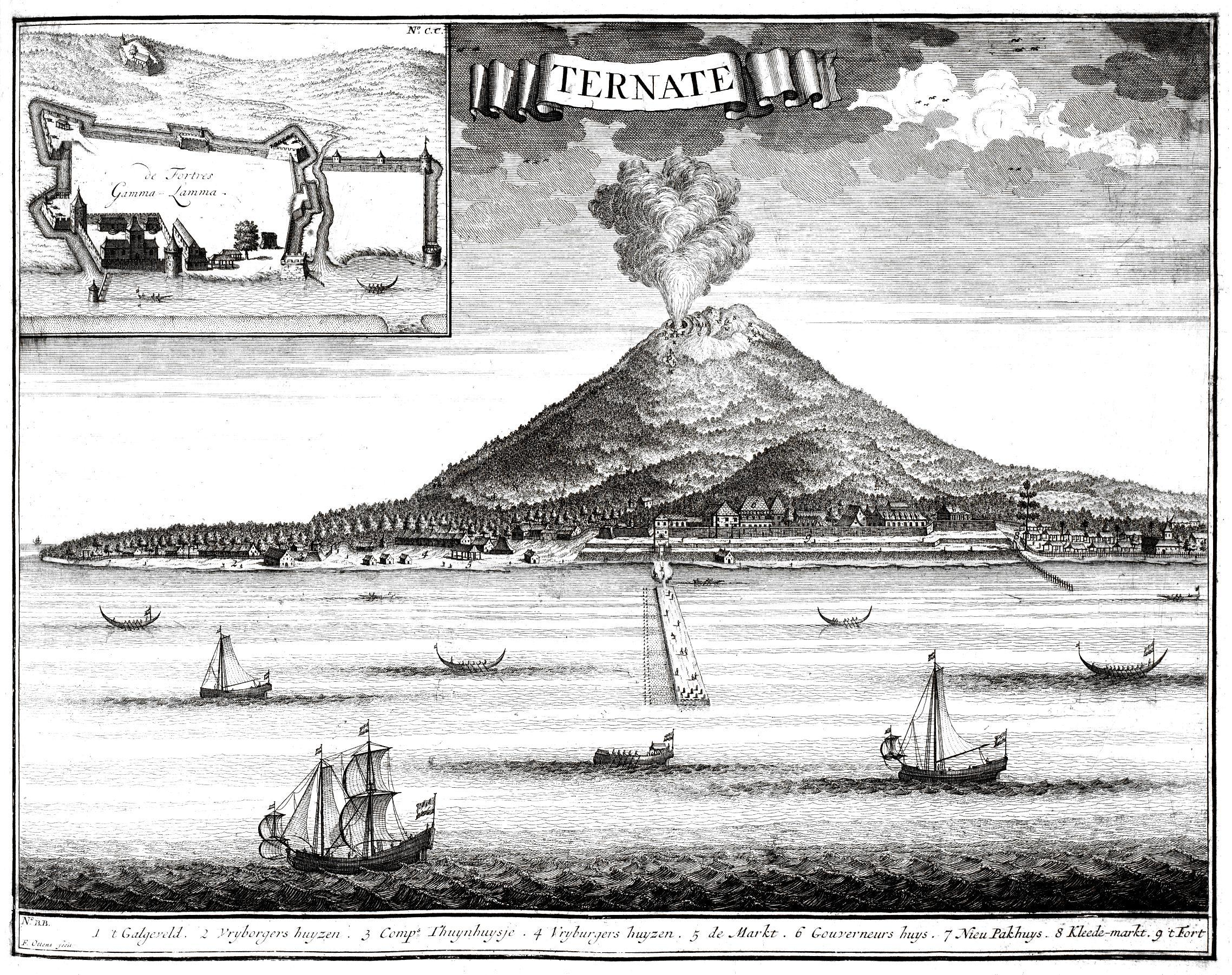
Ternate um 1720. In der linken oberen Ecke ein Grundriss des von den Portugiesen erbauten Forts Gamma Lamma

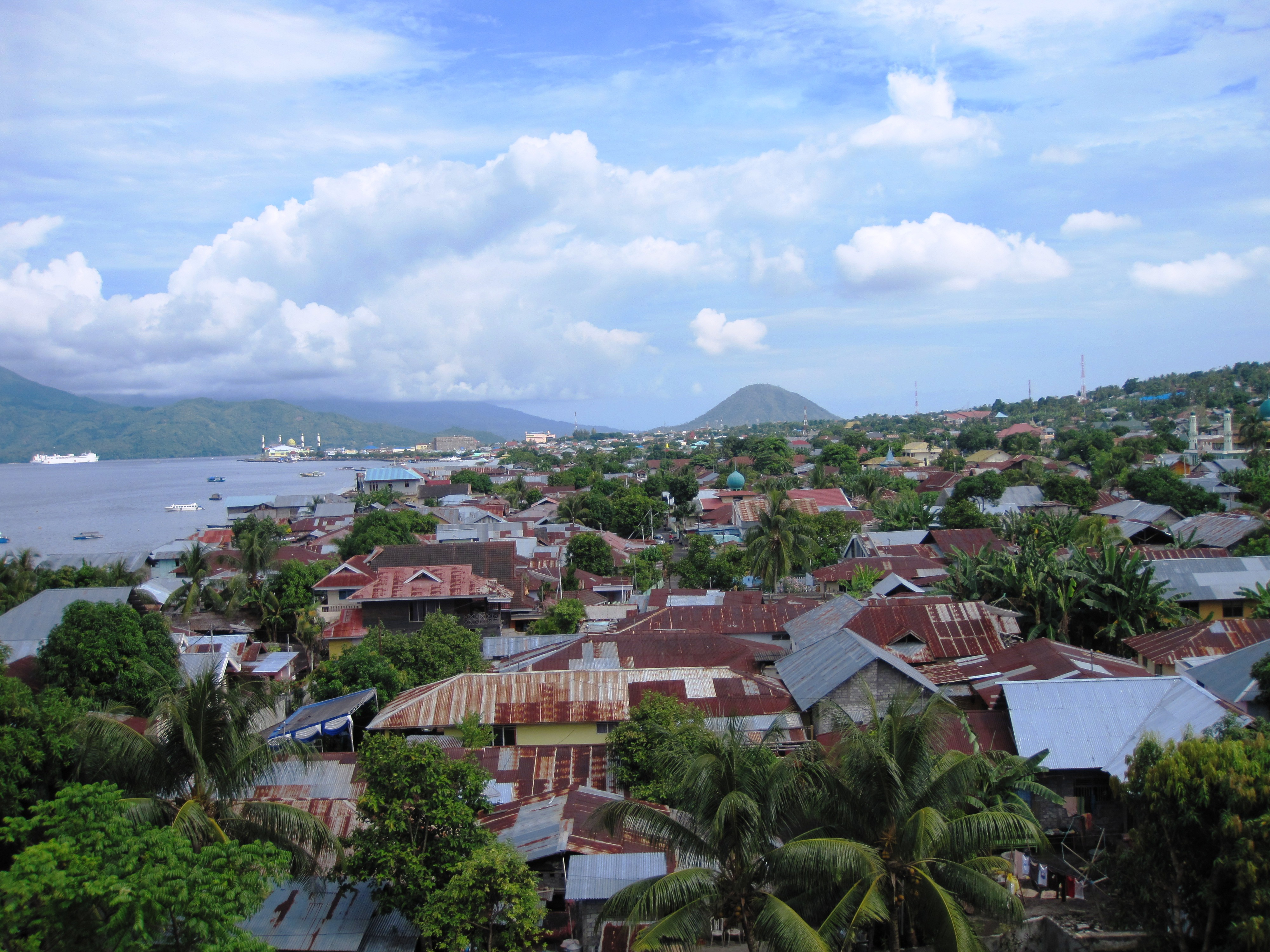
Kota Ternate Richtung Süden. Im Hintergrund der 1730 Meter hohe Vulkan Keimatubu der Nachbarinsel Tidore

Das Sultanat von Ternate beherrschte neben der Insel Ternate die Hälfte der südlich von Tidore gelegenen Insel Moti. Der Norden Halmaheras (das Reich im Nordwesten Jailolo wurde von Ternate mit Hilfe Portugals annektiert), die Insel Ambon, der Osten von Ceram und der Nordosten Sulawesis überstrichen eine Fläche von etwa 46.000 km².
Der Portugiese Francisco Serrão war der erste Europäer, der Ternate besuchte. 1513 wurde eine portugiesische Faktorei eingerichtet. Später waren es Seeleute, die am 6. November 1521 bei der ersten Weltumseglung des Ferdinand Magellan kurzzeitig von der nahegelegenen Insel Tidore herüberkamen. Ternate war der wichtigste Verbündete Portugals in der Region. Der Sultan erlaubte 1522 den Bau eines portugiesischen Forts auf Ternate und ermöglichte den Portugiesen den Handel in seinem Reich, weswegen in manchen Quellen fälschlicherweise das gesamte Reich als portugiesischer Besitz aufgeführt wird. Ähnlich verhält es sich mit Tidore, dem großen Konkurrenten Ternates, der sich mit Spanien verbündet hatte. Tidore beherrschte neben der eigenen Insel noch den größeren Teil Halmaheras, den anderen Teil von Moti, die Insel Makian und Teile des Westens von Neuguinea. Diese Gebiete werden oft als spanisch aufgeführt, obwohl 1527–1534 und 1544–1545 nur eine Allianz zwischen Tidore und Spanien bestand. Ab 1546 missionierte Franz Xaver auf Ternate.
Im 1529 geschlossenen Vertrag von Saragossa verzichtete Spanien zugunsten Portugals auf Besitzansprüche auf den Molukken. Dennoch kreuzten spanische Schiffsverbände immer wieder zwischen den Molukken und versuchten, dort Handelsstützpunkte zu gewinnen. Das endete zunächst, als die Portugiesen 1545 nach mehreren Scharmützeln die Besatzung zweier spanischer Schiffe unter dem Kommando von Ruy López de Villalobos gefangen nahm. Doch die Portugiesen konnten nur kurze Zeit von diesem Erfolg profitieren. Als der Sultan gegen seine ehemaligen Verbündeten rebellierte, mussten sie 1575 ihr Fort auf Ternate aufgeben. Sie zogen sich nach Ambon zurück. Während der Personalunion von Spanien und Portugal entsandte Spanien ab 1583 mehrere militärische Expeditionen, um erneut die Kontrolle über die Region zu gewinnen, doch auch der letzte Angriff auf Ternate 1602 verlief erfolglos.
1605 wurde das spanische Fort auf Tidore von den Niederländern erobert, während die Spanier 1606 Ternate eroberten und den Sultan und seine Familie nach Manila verschleppten. Ternate wurde daher zum Verbündeten der Niederländer. 1607 errichtete die Niederländische Ostindien-Kompanie das Fort Oranje, doch die Spanier konnten sich noch bis 1663 auf Ternate halten. Unter den Niederländern entwickelten sich Ternate und Tidore zu den Zentren des Anbaus der Gewürznelke, die auf meeresnahen Hängen, wie sie in Ternate gegeben sind, besonders gut gedeiht. Zeitweise versuchte die ostindische Kompanie auf Ternate und Tidore, ein weltweites Monopol für den Anbau von Gewürznelken durchzusetzen.
Auf Ternate schrieb der Naturforscher Alfred Russel Wallace sein Ternate-Manuskript, in dem er vermutete, „dass es ein allgemeines Naturprinzip gibt, das dazu führt, dass viele Varietäten ihre Elternart überleben, und das zur Folge hat, dass sich aufeinanderfolgende Variationen weiter und weiter vom Ursprungstyp entfernen“. Am 9. März 1858 schickte Wallace sein Manuskript an Charles Darwin, der daraufhin seine Arbeit zum „Ursprung der Arten“ veröffentlichte. Beide Männer gelten heute als Väter der Evolutionstheorie. Der auf Ternate vorkommende Bänderparadiesvogel (Semioptera wallacii) ist nach Wallace benannt.
Ternate blieb bis zum Zweiten Weltkrieg Teil des niederländischen Kolonialreiches. Nach der Unabhängigkeit Indonesiens wurde es zunächst Teil der Provinz Maluku und ist seit deren Aufteilung 1999 Teil der Provinz Nordmolukken. Zusammen mit ein paar weiteren kleineren Inseln bildet Ternate die der Provinz administrativ direkt unterstellte Stadt (Kota) Ternate.